# Klein-Sinten
Klein-Sinten (Frans: Petite-Synthe) is een wijk van de Franse stad Duinkerke en een voormalige gemeente. De wijk telt bijna 16.700 inwoners. De wethouder van Klein-Sinten is Marie Fabre.

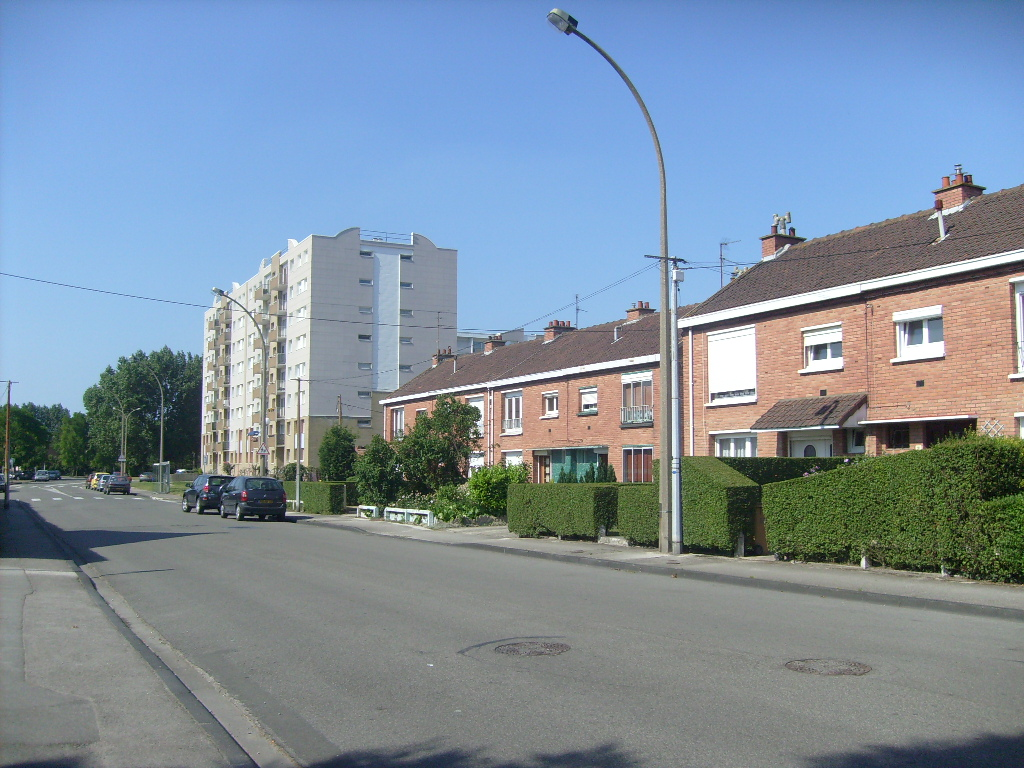
Straatbeeld van Klein-Sinten

## Geschiedenis
Sinten werd voor het eerst genoemd in 1273 als Sintene-Capelle. en in 1459 werd Klein-Sinten genoemd als Kleen Sintene. Dit splitste zich in 1559 van de parochie van Sinten af, die voortaan Groot-Sinten ging heten. Het behoorde bij het Graafschap Vlaanderen. Na de Slag bij Duinkerke van 1658 werd dit gebied Engels en in 1662 Frans.
Klein-Sinten is bekend omdat hier de eerste aardappelen in Frankrijk werden geplant.
Na de Franse Revolutie werd de gemeente Klein-Sinten gecreëerd. In 1877 werd een deel van het grondgebied van de gemeente afgesplitst om de nieuwe gemeente Saint-Pol-sur-Mer te vormen. 
Klein-Sinten werd tijdens de Tweede Wereldoorlog grotendeels vernield.
De gemeente bleef zelfstandig tot 1972, toen deze samen met Rozendaal bij de stad Duinkerke werd gevoegd.

## Bezienswaardigheden

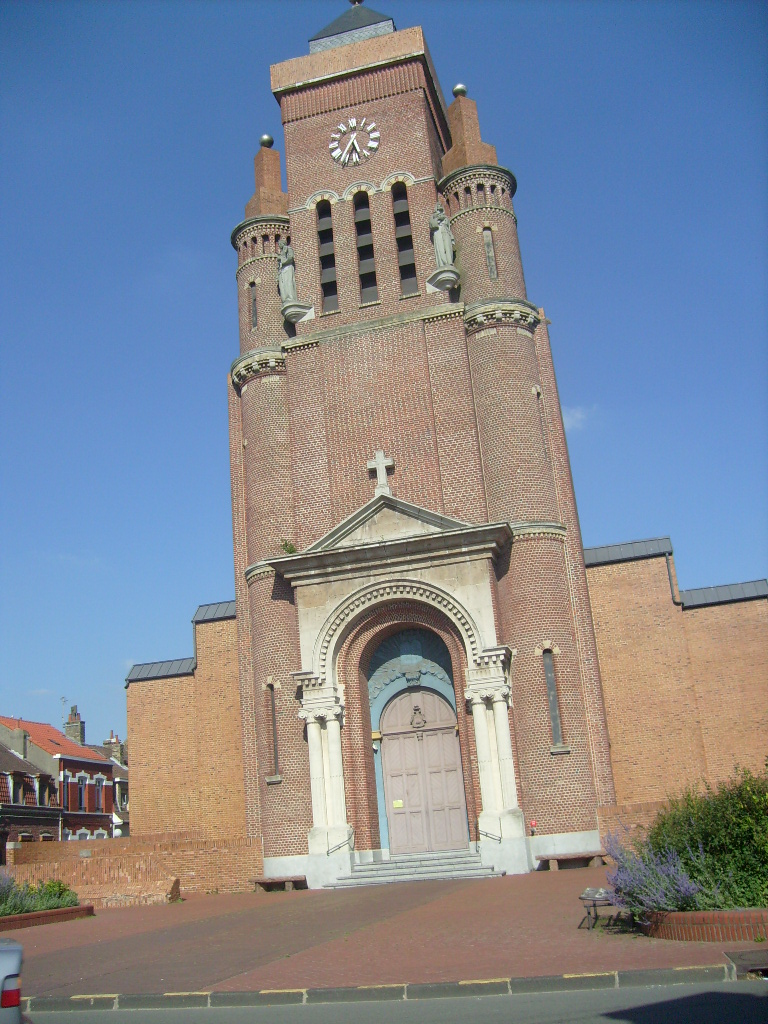
Sint-Antonius van Paduakerk

- De Sint-Antonius van Paduakerk (Église Saint-Antoine de Padoue)
- De Sint-Nicolaaskerk (Église Saint-Nicolas) van na de Tweede Wereldoorlog, uitgevoerd in beton en baksteen.

## Natuur en landschap
Klein-Sinten is een sterk verstedelijkte plaats, feitelijk een wijk van Duinkerke met veel industrie in de omgeving. De hoogte bedraagt ongeveer 2 meter. In het zuiden ligt de Broekburgvaart (Canal de Bourbourg).

## Nabijgelegen kernen
Armboutskappel, Groot-Sinten, Saint-Pol-sur-Mer, Cappelle-La-Grande, Nieuw-Koudekerke (Coudekerque-Branche)